# Xystropeltis meridionalis
Xystropeltis meridionalis es una especie de mantis de la familia Mantidae.

## Distribución geográfica
Se encuentra en Ecuador.